# Сліпняк люцерновий
Люцерновий сліпняк або клоп люцерновий (Adelphocoris lineolatus Goeze) — вид клопів родини трав'яних клопів (Miridae). Шкідлива комаха яка псує люцерну.

## Опис
Жовтувато- або бурувато-зелений клоп довжиною 7,5-9 міліметрів. Самець темніший за самку. Передньоспинка з двома яскравими чорними плямами. Щиток з буруватими смужками вздовж середини. Голова майже трикутної форми, блискуча. Вусики 4-членикові, з найдовшим другим члеником і червонуватим третім і четвертим члениками. Ноги бурувато-жовті, з чорно-бурими плямами на стегнах. Вершини гомілок і лапок чорнуваті. Яйця довгасті, посередині слабоопуклої форми, зразу після відкладання жовтувато-білі, блискучі, пізніше рожеві. Відкладають їх самки в тканину стебел і зверху. закривають буруватою пробочкою. Личинки першого і другого віків зеленувато-бурі, в першому віці довжиною до 1,5, другому — до 2,3 міліметрів. У третьому віці личинка стає яскраво-зеленою, з численними дрібними темними крапками й шипиками на них, черевце на кінці червонувате; довжина 2,5-3 міліметри. У личинок четвертого віку з'являються зачатки крил у вигляді двох пар білуватих шкірястих згорток по боках грудей. Личинки п'ятого віку (німфи) мають довші крилові лопаті, що досягають заднього краю четвертого сегмента черевця і забарвлені в блідо-бурий колір; довжина личинок п'ятого віку близько 5 міліметрів.

## Екологія
Зимує в фазі яйця. У лісостеповій зоні України розвиток яєць звичайно починається з середині травня. Личинки ростуть 25-30 днів і перетворюються на дорослих клопів, що невдовзі починають відкладати яйця. За теплої погоди клопи дуже рухливі й часто літають між рослинами. Звичайно вони концентруються на верхівках рослин, де висмоктують соки з молодих стебел, бутонів і зав'язей. Під час хмарної і холодної погоди сліпняки нерухомо сидять знизу листків кормових рослин. Навесні і влітку самки відкладають запліднені яйця в молоді, незагрубілі стебла люцерни, еспарцету, буркуну та інших бобових рослин. За допомогою яйцеклада самка робить прокол і занурює в нього майже перпендикулярно яйце, закриваючи отвір над ним своєрідною пробочкою. Яйця відкладають одне за одним вряд або купкою неправильної форми. В одній кладці буває до 30 яєць, а всього одна самка може відкласти їх до 140. Влітку повний цикл розвитку сліпняка в лісостеповій зоні триває від 35 до 40 днів. В Україні він дає два покоління.

## Шкодочинність
Клоп багатоїдний, проте найбільшої шкоди завдає різним культурним і дикорослим бобовим, особливо насінникам люцерни й еспарцету. Пошкоджені клопами верхівки стебел жовтіють і в'януть, бутони і зав'язі опадають, залишаючи голі квітконіжки. Урожай насіння люцерни та еспарцету на заселених клопами площах значно зменшується. Особливо небезпечний клоп в посушливі роки, коли рослини слабкі і на них утворюються мало суцвіть. Крім люцерни та експарцету, пошкоджує вику, люпин, конюшину, буркун, різні зонтичні, складноцвіті, бобівник, висадки цукрових буряків тощо. В Україні поширений повсюдно.